# Saïd Meghichi
Saïd Meghichi (ur. 5 lutego 1961 w Algierze) – algierski piłkarz grający na pozycji defensywnego pomocnika. W swojej karierze rozegrał 16 meczów w reprezentacji Algierii.

## Kariera klubowa
W swojej karierze piłkarskiej Meghichi grał w klubie MP Algier. W sezonie 1982/1983 zdobył z nim Puchar Algierii.

## Kariera reprezentacyjna
W reprezentacji Algierii Meghichi zadebiutował 1 stycznia 1985 roku w zremisowanym 1:1 towarzyskim meczu z Wybrzeżem Kości Słoniowej, rozegranym w Abidżanie. W 1988 roku powołano go do kadry na Puchar Narodów Afryki 1988. Nie rozegrał w nim żadnego meczu, a z Algierią zajął 3. miejsce w tym turnieju. Od 1981 do 1985 roku rozegrał w kadrze narodowej 16 meczów.